# Debout les femmes !
Pour la chanson homonyme, voir Hymne du MLF.
Pour plus de détails, voir Fiche technique et Distribution.
Debout les femmes ! est un film documentaire français réalisé par Gilles Perret et François Ruffin, sorti en 2021.
Il avait comme titre provisoire Les premières de cordées contre-attaquent. Le titre finalement choisi fait référence à l'Hymne du MLF (parfois intitulé Debout les femmes), qui est interprété collectivement dans la dernière scène du film,.

## Synopsis
Le film retrace le parcours des députés François Ruffin et Bruno Bonnell rédigeant le rapport sur les métiers du lien de 2019 à 2020. Ils se rendent à Amiens, Abbeville, Dieppe, Maisnières et Paris, à la rencontre d’auxiliaires de vie sociale, d'accompagnants d'élèves en situation de handicap, de femmes de ménage, etc. et mettent en évidence la précarité de leur activité.

## Fiche technique
Sauf indication contraire, les informations mentionnées dans cette section peuvent être confirmées par les bases de données cinématographiques IMDb et Allociné,  présentes dans la section « Liens externes ».
- Titre original : Debout les femmes !
- Réalisation : Gilles Perret et François Ruffin
- Musique : Alexandre Lecluyse et Léon Rousseau
- Photographie : Gilles Perret
- Montage : Cécile Dubois
- Production : Thibault Lhonneur
- Sociétés de production : Les 400 Clous, avec la participation de Fakir
- Société de distribution : Jour2Fête
- Pays de production :  France
- Langue originale : français
- Format : couleurs
- Genre : documentaire
- Durée : 85 minutes
- Date de sortie :
  - France : 13 octobre 2021

## Distribution
Sauf indication contraire, les informations mentionnées dans cette section peuvent être confirmées par les bases de données cinématographiques IMDb et Allociné,  présentes dans la section « Liens externes ».
- François Ruffin : lui-même, député
- Bruno Bonnell : lui-même, député
- Gilles Perret : lui-même (essentiellement sa voix en off)
- Sébastien Jumel : lui-même, député PCF et ancien maire de Dieppe
- Nicolas Langlois : lui-même, maire de Dieppe

## Sortie et accueil
Des avant-premières en cinéma ont lieu dès août 2021 et le film sort en salles le 13 octobre 2021.

### Accueil critique
L'accueil critique est globalement positif avec une note moyenne de 3,3/5 proposée par le site Allociné à partir de l'interprétation de 14 critiques de presse ; toutefois, deux quotidiens classés à droite (Le Figaro et Le Parisien) et deux hebdomadaires (Le Point et L'Express) ont refusé d'évoquer le film dans leur section critique.
Plusieurs journaux ont remarqué que les auteurs ont signé un « film féministe de classe »,.
L'Humanité encense « un beau film touchant, incarné, féministe et souvent drôle ». Tout en mettant en garde sur le fait qu'il est signé par un « duo engagé à gauche », le quotidien La Voix du Nord a estimé que le film est « juste, émouvant et galvanisant ». Ce documentaire « politique et citoyen », parfois même qualifié de « documentaire explosif, mais surtout profondément humain » et « souvent drôle », se conclut par une « très belle séquence finale », selon Ouest France, et « en apothéose » selon Paris-Normandie.
« En lutte contre l’indifférence », selon Le Télégramme de Brest, le film est avant tout composé de « poignants portraits » d'auxiliaires de vie, femmes de ménages, aide-soignantes, infirmières, qui « mettent en lumière la précarité de leur statut et un dévouement insuffisamment reconnu », a commenté L'Obs, en les plaçant en particulier, selon  Libération, « dans une lumière inhabituelle et le prisme puissant de la lutte sociale ». Concernant l'approche des deux cinéastes, Le Monde y a vu « le talent de conteurs populaires de Ruffin-Perret : sensibiliser un large public à une cause, mais en soignant toujours le storytelling », en recourant à une méthode efficace, qui « informe et émeut d’un même mouvement » et fait « émerger des personnages ». Les Inrockuptibles y ont décelé aussi « un vrai talent de portraitistes ».
Plus sévère, Thomas Baurez déplore dans Première « un documentaire social bien français », tout en reconnaissant que les « lignes sont faites pour être bougées », tandis qu'Olivia Cooper-Hadjian dans les Cahiers du Cinéma fustige le « choix de cette forme proche de certaines émissions de divertissement ».

### Box-office
Pour sa première semaine de diffusion, du 13 au 20 octobre 2021, le film a totalisé 33 988 entrées dans 93 cinémas (moyenne de 365 entrées par copie). Le précédent film du duo, J’veux du soleil (paru avant la pandémie de COVID-19), avait attiré 74 619 spectateurs pour sa première semaine d'exploitation.

### Contexte après la sortie du film
Quelques jours après la sortie du film, avait lieu le vote de textes budgétaires importants à l'Assemblée nationale. Des amendements, en lien direct avec les thèmes du film, ont été déposés par François Ruffin, l'un des deux coauteurs, suivi par des députés de différents groupes politiques, pour demander que le budget de l'État revalorise les « métiers du lien », en particulier les auxiliaires de vie auprès des personnes âgées, via en particulier la généralisation pour ces salariées d'« un fonctionnement à la tournée » du matin ou du soir. Ils ont été présentés au cours d'une conférence de presse par François Ruffin, Bruno Bonnell (LREM), Delphine Batho (Génération écologie), Cédric Villani (ex-LREM), Sébastien Jumel (PCF) et Dominique Potier (PS).

## Distinction
Sauf indication contraire, les informations mentionnées dans cette section peuvent être confirmées par les bases de données cinématographiques IMDb et Allociné,  présentes dans la section « Liens externes ».
- César 2022 : nomination comme meilleur film documentaire